# سوبارو آر-۲
سوبارو آر-۲ (Subaru R-۲) خودرویی است که در سال‌های ۱۹۶۹–۱۹۷۲تولید شده‌است. طراحی آن خودروهای موتور عقب-محور عقب بوده طول آن در حالت طبیعی ۲٬۹۹۵ میلیمتر (۱۱۷٫۹ اینچ)، عرض آن در حالت طبیعی ۱٬۲۹۵ میلیمتر (۵۱٫۰ اینچ)، ارتفاع آن در حالت طبیعی ۱٬۳۴۵ میلیمتر (۵۳٫۰ اینچ) و وزن آن در حالت طبیعی ۴۳۰ کیلوگرم (۹۵۰ پوند) است.